# Гора ведьм

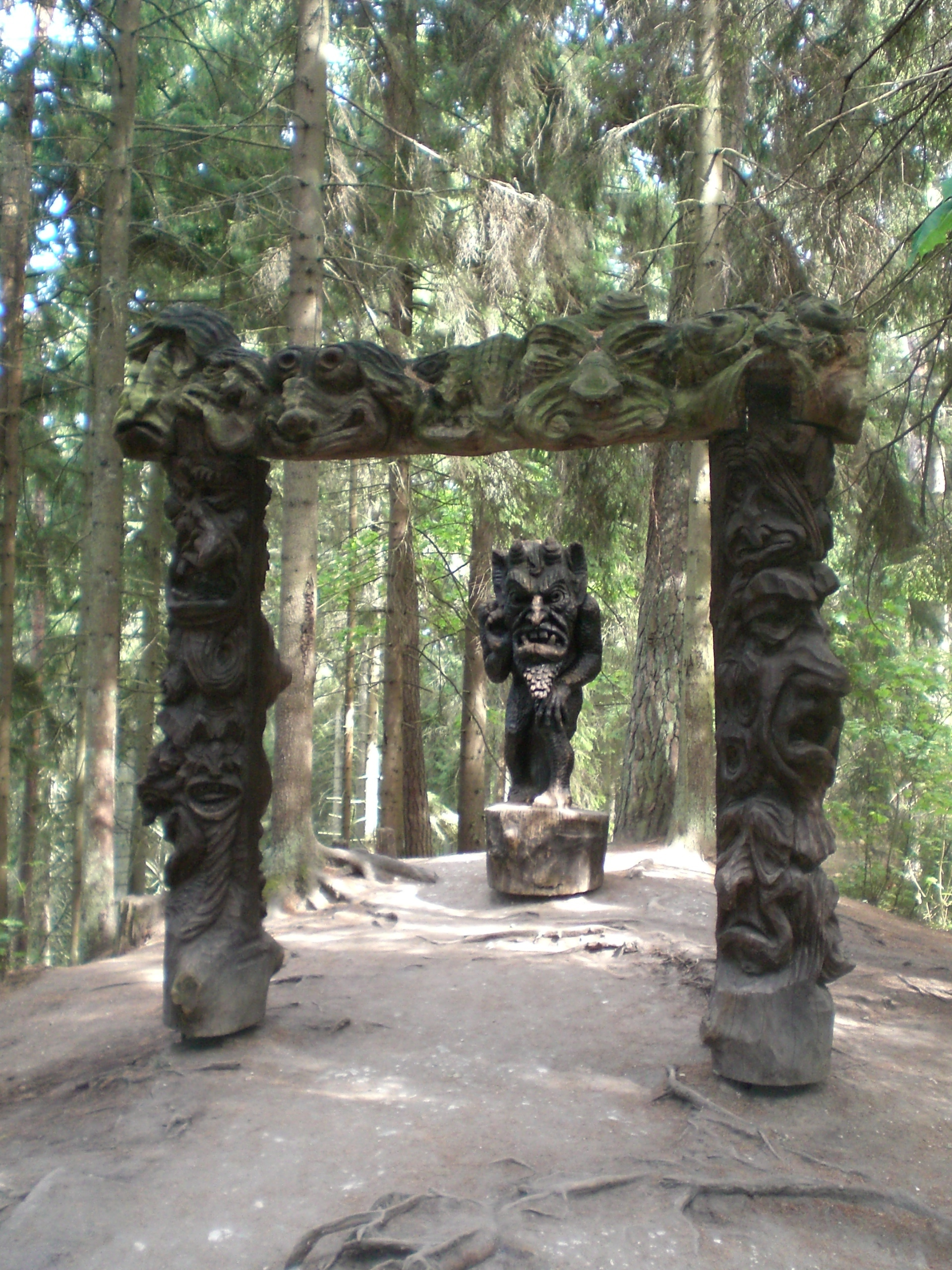
Люцифер и врата ада

Гора Ведьм — гора около маленького литовского посёлка Юодкранте на Куршской косе.

## Топография
Склоны горы заросли вековыми соснами, а к вершине 42 — метровой дюны ведет извилистая тенистая тропа.

## История
Гора считается священным местом у племен куршей и самбов. Идолы — куршские божества, стиль жизни и религия которых вдохновила Толкина на создание племени Синдаров (сумеречных эльфов). После прихода крестоносцев в 1255 году поклонение этим богам стало запретным, но это место оставалось священным для людей, исповедующих старые языческие культы, и поскольку инквизиция в Пруссии имела достаточно непрочный статус, на гору каждый год приходили ведьмы со всей Европы, и почти безбоязненно совершали обряды поклонения силам природы и богине-матери, тем более что в то время коса ещё не успела сформироваться, а гора стояла на маленьком острове, доступ к которому был достаточно затруднён — мелкое в том месте море делало невозможным судоходство, и некому было следить за «охраной правопорядка» на острове.

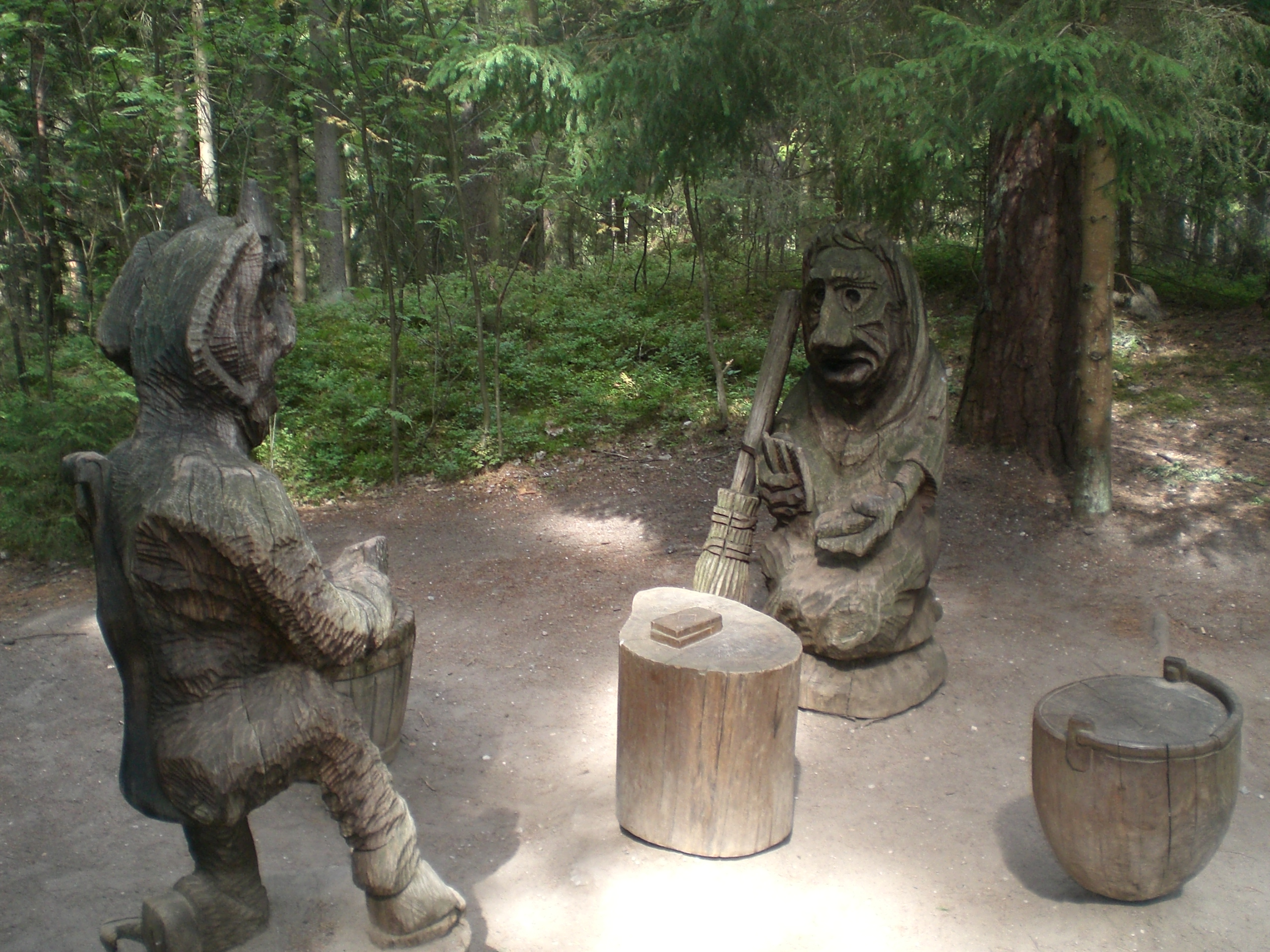
Чёрт с ведьмой играют в карты

В XIX — начале XX веков жители Малой Литвы именно здесь любили праздновать Расос или Йонинес (ночь на Ивана Купалу). На парусных судёнышках и на небольших пароходах по Куршскому заливу съежались на косу хористы и музыканты из Тильзита, Русне, Клайпеды, веселились и собирали цветы. Первая мировая война положила конец этой традиции.
После 1933 года отношение официальных властей к горе резко поменялось. Нацисты, которые пришли к власти, пытались возродить древнегерманские и арийские культы, и конечно мимо них не прошла одна из многочисленных куршских легенд, согласно которой на этом месте разбился огненный шар, из которого вышли высокие люди, и научили диких местных жителей всему, что знали, подарив им цивилизацию. Нацисты истолковали эту легенду как пришествие на землю древних арийцев, и начали возрождать древние ритуалы. Занимались этим сотрудники аненербе, поэтому ритуалы имели ярко идеологическую окраску. После второй мировой войны, половина Куршской косы вместе с горой, перешла Литве, а вторая половина — РСФСР. О священном месте забыли на несколько десятилетий.

Борьба «тёмных» и «светлых» сил

В 1979 году литовские народные мастера — резчики по дереву и кузнецы — впервые собрались в творческом лагере на косе. Они создали 25 скульптур. На следующий год — ещё один слёт, ещё через год — третий. До сих пор почти ежегодно сюда съезжаются мастера, реставрируют старые скульптуры, создают новые.

## Туризм
Туда можно доехать на машине из Калининграда  примерно за полтора часа, автобусом Калининград-Клайпеда. Из Клайпеды на автомобиле путь займет около 25 минут без учета переправы.
Гора известна своим собранием деревянной скульптуры.